# Jewel Brown

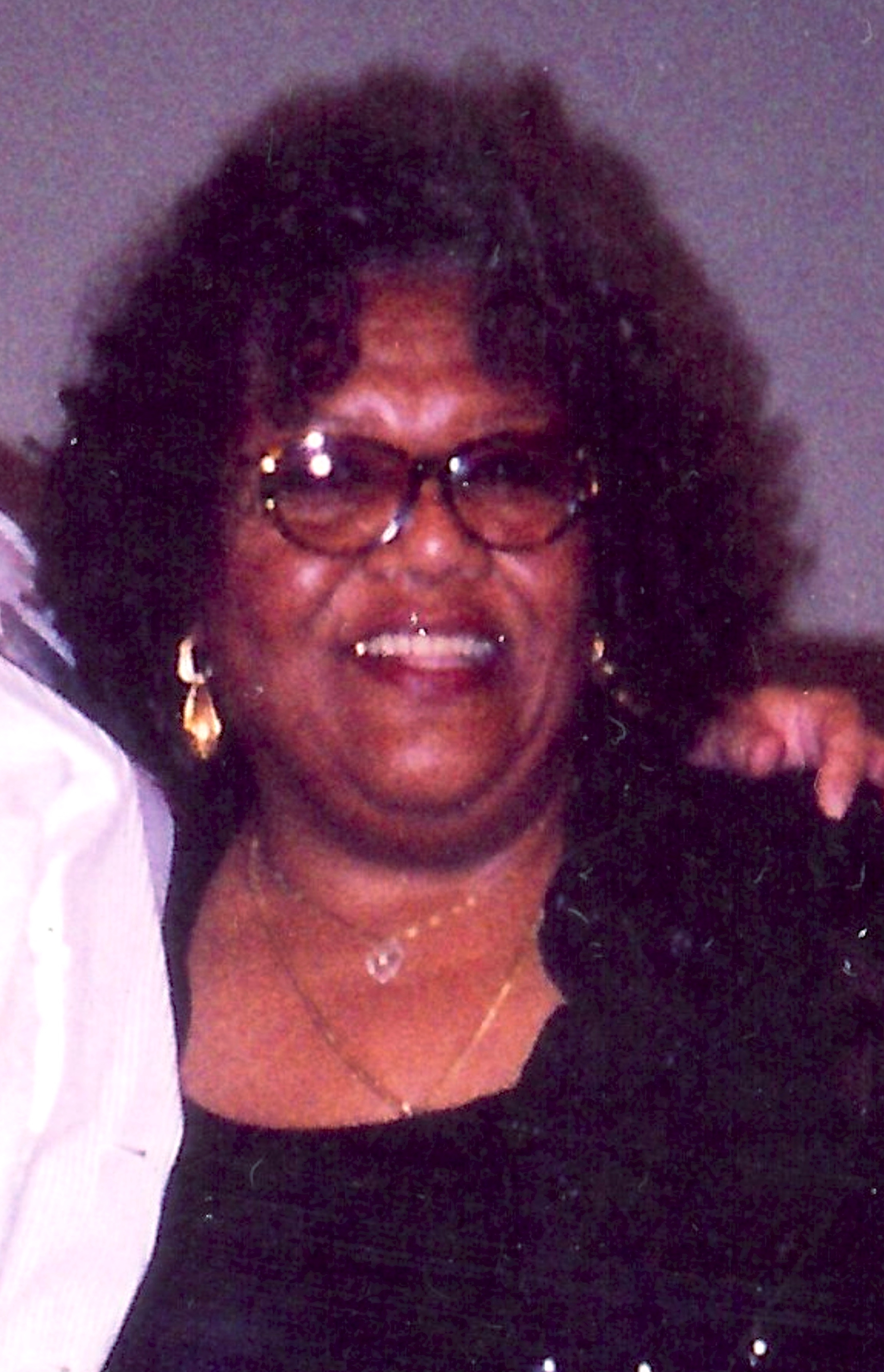
Jewel Brown (2004 oder 2005)

Jewel Brown (* 30. August 1937 in Houston; † 25. Juni 2024) war eine amerikanische Jazz- und Bluessängerin, die als Teil von Louis Armstrongs All Stars international bekannt wurde.

## Leben und Wirken
Brown sang zunächst in der Kirche (bereits mit fünf Jahren). Im Alter von neun Jahren gewann sie die erste Talentshow. Bereits mit 12 Jahren hatte sie ihre eigene Band und trat in Shows auf. Als Jugendliche war sie an Plattenaufnahmen beteiligt. Mitte der 1950er Jahre nahm sie mehrere Hits mit Clyde Otis für Liberty Records auf.
1960 trat Brown in den Nachtclubs von Jack Ruby auf. 1961 holte Louis Armstrong sie in seine Band, mit der sie in den folgenden sieben Jahren weltweit auf Tourneen auftrat und mehrere Alben einspielte. Sie gehörte zur Formation, bis Armstrong diese 1968 aus Krankheitsgründen auflöste. Sie trat dann vor allem in Las Vegas auf. Anfang der 1970er Jahre zog sie sich aus der Öffentlichkeit zurück, um ihre Eltern zu pflegen; auch arbeitete sie als Versicherungsagentin.
Später arbeitete Brown gelegentlich mit Lionel Hampton, Joe Sample, Dizzy Gillespie und Arnett Cobb, mit dessen Ensemble Texas Jazz and Blues sie von 1985 bis 1989 tourte. Auch erschienen drei Alben unter ihrem Namen. Des Weiteren ist sie auch auf Alben der Heritage Hall Jazz Band (Live at the American Theatre) und von Bloodest Saxophone zu hören. Sie trat auch beim Satchmo SummerFest in New Orleans auf. Der über sie entstandene Dokumentarfilm Our Story, Our History wurde 2022 mit einem Lone Star Emmy ausgezeichnet.

## Preise und Auszeichnungen
2013 wurde Brown für einen Blues Music Award in der Kategorie Traditional Blues Female (Koko Taylor Award) nominiert. 2015 erhielt sie eine Anerkennung des Kongresses für ihren Beitrag zur Kunst. Der Bürgermeister von Houston, Sylvester Turner, erklärte den 12. Dezember 2020 zu ihrem Gedenktag.

## Diskographische Hinweise
- Arnett Cobb / Dizzy Gillespie / Jewel Brown: Show Time (Fantasy Records 1988)
- Milton Hopkins & Jewel Brown: Milton Hopkins & Jewel Brown (Dialtone 2012)
- Thanks for Good Ole’ Music and Memories (Nic Allen Music Federation, 2023)